# Рисвикский мирный договор
Рисвикский мир (англ. Treaty of Ryswick; нидерл. Vrede van Rijswijk) — договор, подписанный в Рейсвейкском дворце (Республика Соединённых провинций) 30 октября 1697 года. Завершил девятилетнюю Войну Аугсбургской лиги (Франция против «Великого альянса»).

## История
Мирные переговоры начались в мае. Представители Франции разместились в Гааге, представители Великого альянса — в Делфте, переговоры проходили во дворце Хёйс тер Ньивбюрг в расположенном на полпути между ними Рейсвейке (Рисвике).
Первые несколько недель переговоров не привели ни к какому результату, поэтому два основных антагониста — Вильгельм III Оранский и Людовик XIV — назначили двух представителей, которые должны были встретиться частным образом. Этими представителями были названы Иоганн Вильгельм фон Бентинк и маршал Луи Франсуа де Буффлер. Набросанные ими условия соглашения вызвали неприятие императора Леопольда и испанского короля Карла II. Когда Испания изменила свою позицию, Франция 20 сентября подписала мир с Англией, Испанией и Республикой Соединённых провинций. После этого Вильгельм вынудил Леопольда согласиться заключить мир, и 30 октября был подписан договор между Францией и Священной Римской империей.

## Условия договора
Франция возвратила Священной Римской империи Фрайбург, Брайзах и Филипсбург, но удержала Страсбург и Эльзас. Франции были возвращены её колонии — Пондишерри в Индии, за выплату Республике Соединённых провинций компенсации в 16 тысяч пагод, и Акадия в Северной Америке.
Испания уступала Франции западную часть острова Санто-Доминго (Сан-Доминго). Франция возвращала Испании Каталонию и нидерландские крепости Монс, Люксембург и Куртре, рассчитывая заполучить расположение испанского двора при вопросе о престолонаследии после смерти бездетного короля Карла II.
Герцогство Лотарингия, которое много лет находилось под властью Франции, вновь получило независимость, во главе его встал Леопольд Иосиф Карл, внук Карла IV, но французы сохранили право прохода через территорию герцогства и крепости Лонгви и Сар-Луи.
Голландцам было разрешено держать гарнизоны в некоторых ключевых крепостях Испанских Нидерландов, включая Намюр и Ипр.
Людовик XIV признал Вильгельма III Оранского королём Англии и обязался более не поддерживать претензии на английский трон Якова II. Также Людовик XIV обязался прекратить вмешательство в дела Кёльнского курфюршерства, являвшегося одним из выборщиков императора Священной Римской империи, и отказаться от претензий на земли Курпфальца.